# The Man-Woman Case
The Man-Woman Case est une série télévisée d'animation française créée par Anaïs Caura et Joëlle Oosterlinck retraçant la vie d'Eugene Falleni, un homme trans et un cas de female husband du XIXe siècle.

## Synopsis
Dans les années 1920 à Sydney, Eugène, 38 ans, fuit la police qui l’accuse d’avoir brûlé vive sa femme Annie. Quand la vérité éclate, toute la ville se passionne pour ce « monstre »…  

## Distribution
- Corinne Masiero : Eugene Falleni (voix)
- Cléo Sénia : Betty
- Nicolas Meyrieux : Harold Flynn
- Déborah Marique : Eugene Falleni
- Alexandre Pivette : Commissaire Dick
- Pierre Benoist : docker
- Jérémie Bédrune : docker
- Alexandre Serret : docker
- Marc Raffray : Gros Bob
- Alisa Kartashova : Annie
- Sophie Garric : Prostituée
- Dorothée Tavernier : Lilian Hogan
- Walter Shnorkell : Jo Baker
- Christophe Gauzeran : Charlie Brown

## Épisodes
Ce sont des épisodes d'environ 5 minutes.
1. Âme en peine et corps brûlé
2. Un témoin inattendu
3. L'Homme aux mille visages
4. Wanted
5. Fantômes du passé
6. Eugène, Eugenia
7. À feu et à sang
8. Voyage au bout de la nuit
9. Mis à nu(e)
10. Une robe pour Eugène

## Traitement graphique
Eugène est un personnage multiple, complexe : sans cesse en fuite dans une  société oppressante qui l’empêche d’être lui-même.  Son passé, ses actes, l’entraînent dans une chute incessante entre passé et présent. L’univers graphique de la série se base sur l’épure et la simplicité du dessin à l’encre et utilise 2 principales techniques qui traduisent les différents états émotionnels d’Eugène Falleni :
- La réalité d’Eugène est traitée principalement en noir et blanc et en rotoscopie ;

- Les souvenirs, cauchemars et introspections sont traités en animation 2D « traditionnelle » avec un trait plus libre qui permet des jeux et déformations animés traduisant le côté torturé du personnage.

La rotoscopie consiste à redessiner sur des images réelles. Elle permet la collaboration entre l’animateur et l’acteur. L’acteur est force de proposition dans le jeu, l’animateur sublime le mouvement en allant à l’essentiel, et en gagnant en réalisme dans la caractérisation des personnages.
L’animation « Traditionnelle » 2D est réservée aux parties qui ont un traitement plus onirique.

## Distinctions
- Lors de l'édition 2017 du festival international du film d'animation d'Annecy, la série, et plus particulièrement l'épisode Wanted, a remporté le prix du jury pour une série TV[2].
- « Prix de la compétition internationale du moyen métrage » lors du 2 ANNAS International Film Festival[3]
- Mention Spéciale « grand competition feature film » lors de l’Animafest Festival d’Animation de Zagreb[4].
- "Best Original Soundtrack" au festival LA CABINA 2018[5].

## Sélections
- En France : Séries Mania 2017, le Festival National du Film d’Animation de Bruz 2017, le Festival Libre du Moyen Métrage (FLIMM) 2017, Paris Lift-Off Film Festival 2017, Paris Courts Devant 2017 et le Festival de Luchon 2018.

- En Europe : International Animation Festival of the island of Syros 2017, Linoleum International Contemporary Animation and Media Art Festival 2017, Vox Feminae 2017, le Festival International du Film de Genève (GIFF) 2017, Pink Screens 2017, Animation Dingle 2018, Fiffen 2018, Animator 2018 et La Cabina 2018.

- A l’international : Austin Gay & Lesbian International Film Festival 2017, The International Animation Festival « AniNation » 2017 et Asifa-South Animation Festival 2018.